# Коновалов, Николай Семёнович
Никола́й Семёнович Конова́лов (7 [20] декабря 1907, Большая Кибья, Вятская губерния — 24 октября 1993, Москва) — советский партийный и государственный деятель, первый секретарь Калининградского обкома КПСС в 1961–1984 годах.
Известен тем, что распорядился снести Кёнигсбергский замок, а также руководил работами по его сносу.

## Биография
Родился 7 (20 декабря) 1907 года в деревне Большая Кибья (ныне — Можгинский район Удмуртии) в крестьянской семье, русский. Член ВКП(б) с 1929 года.
В феврале-ноябре 1925 года — секретарь сельсовета деревни Средние Юри, в 1925–1926 годах — заведующий кассой, заместитель заведующего финансовой частью исполнительного комитета Больше-Кибьинского волостного Совета, в 1926–1927 годах — ответственный секретарь Больше-Кибьинского волостного комитета РКСМ. В 1928–1929 годах — пропагандист Можгинского уездного комитета ВКП(б) в Бемыжской волости, в 1929–1930 годах — председатель правления Бемыжского сельскохозяйственного кредитного товарищества Вотской автономной области.
С 1928 по 1942 год находился на советской и партийной работе в Удмуртской АССР:
- 1931—1932 — председатель исполнительного комитета Граховского районного Совета,
- 1933—1934 — председатель исполнительного комитета Сюмсинского районного Совета,
- 1934—1936 — председатель исполнительного комитета Глазовского районного Совета,
- 1936—1938 — первый секретарь Ярского районного комитета ВКП(б),
- 1938—1940 — первый заместитель народного комиссара земледелия Удмуртской АССР,
- 1940—1942 — заведующий отделом Удмуртского областного комитета ВКП(б)[1].

В 1943–1946 годах — ответственный организатор, инструктор Управления кадров ЦК ВКП(б), в 1948–1949 годах — инспектор ЦК ВКП(б). В 1948 году окончил Высшую партийную школу при ЦК ВКП(б).
С 12 ноября 1949 по 5 июля 1951 года — первый секретарь Калининского обкома ВКП(б), одновременно с 12 ноября 1949 по март 1950 года — первый секретарь Калининского городского комитета ВКП(б).
С 1951 по 1952 год — инструктор отдела партийных, профсоюзных и комсомольских органов ЦК ВКП(б).
В 1952–1954 годах — заместитель заведующего сектором, заведующий сектором Отдела партийных, профсоюзных и комсомольских органов ЦК КПСС.
С 1954 по 1955 год — заведующий сектором отдела партийных органов ЦК КПСС.
В 1955–1961 годах — второй секретарь Калининградского областного комитета КПСС.
С 10 июня 1961 по 14 января 1984 года — первый секретарь Калининградского обкома КПСС. Являлся старейшим руководителем партийного комитета в СССР (в т.ч. среди  обкомов, крайкомов и ЦК) на момент увольнения или смерти – оставил пост на 77 году жизни, опередив даже Л. И. Брежнева (не дожившего до 76 лет). Инициировал снос Кёнигсбергского замка в городе. Несмотря на протесты, в 1967 году развалины замка были взорваны.
В годы его руководства в области началась добыча нефти, построен газопровод, десятки промышленных предприятий. «Газпромавтоматика», «Микродвигатель», «Стройдормаш», «Кварц», комбинат крупнопанельного домостроения, был создан рыбопромышленный комплекс.
Член ЦК КПСС в 1961–1986 годах. Избирался делегатом XXII (1961), XXIII (1966), XXIV (1971), XXV (1976) и XXVI (1981) съездов КПСС..
С января 1984 по декабрь 1987 года — член Комитета партийного контроля при ЦК КПСС.
Избирался депутатом:
- от Калининской области: 
  - Совета Союза Верховного Совета СССР 3-го созыва (1950—1954)[3];
- от Калининградской области:
  - Верховного Совета РСФСР 5-го созыва (1959—1963)[4];
  - Совета Союза Верховного Совета СССР 6-го (1962—1966)[5], 7-го (1966—1970)[6], 8-го (1970—1974)[7], 9-го (1974—1979)[8] и 10-го (1979—1984)[9] созывов.

С декабря 1987 года персональный пенсионер союзного значения.
Скончался 24 октября 1993 года в городе Москве. Похоронен в колумбарии Нового Донского кладбища (колумбарий 22, секция 25),.

## Семья
Жена – Коновалова Глафира Васильевна (1912–1996), дочь Элеонора и сын Дмитрий.

## Награды и звания
- орден Отечественной войны II степени (13.7.1945)
- два ордена Трудового Красного Знамени (22.8.1957, 13.4.1963)
- три ордена Ленина (27.4.1966, 28.7.1971, 19.12.1977)
- орден Октябрьской Революции (11.12.1973)
- орден «Знак Почёта» (18.12.1987)[1].